# کشوات دات
کشوات دات (انگلیسی: Keshav Dutt؛ زادهٔ ۲۹ دسامبر ۱۹۲۵) بازیکن هاکی روی چمن اهل هند بود.
وی به‌همراه تیم ملی هاکی روی چمن مردان هند به قهرمانی بازی‌های المپیک تابستانی ۱۹۴۸ و ۱۹۵۲ دست پیدا کرده‌است.

## مرگ
دات در ۷ ژوئیه ۲۰۲۱ در سن ۹۵ سالگی به دلیل بیماری‌های کهولت سن در سانتوشپور، کلکته، درگذشت.